# Alessandro Tremignon
Alessandro Tremignon (ou Tremignàn ou parfois Tremiglióne) (né en 1635 à Padoue et mort en 1711 à Venise) est un architecte padovan de la fin du XVIIe et du début du XVIIIe siècle.

## Biographie
Beaucoup de bâtiments de Venise de cette époque sont signées de sa main. Son œuvre a subi l'influence de Baldassare Longhena.

## Œuvres
Parmi d'autres :

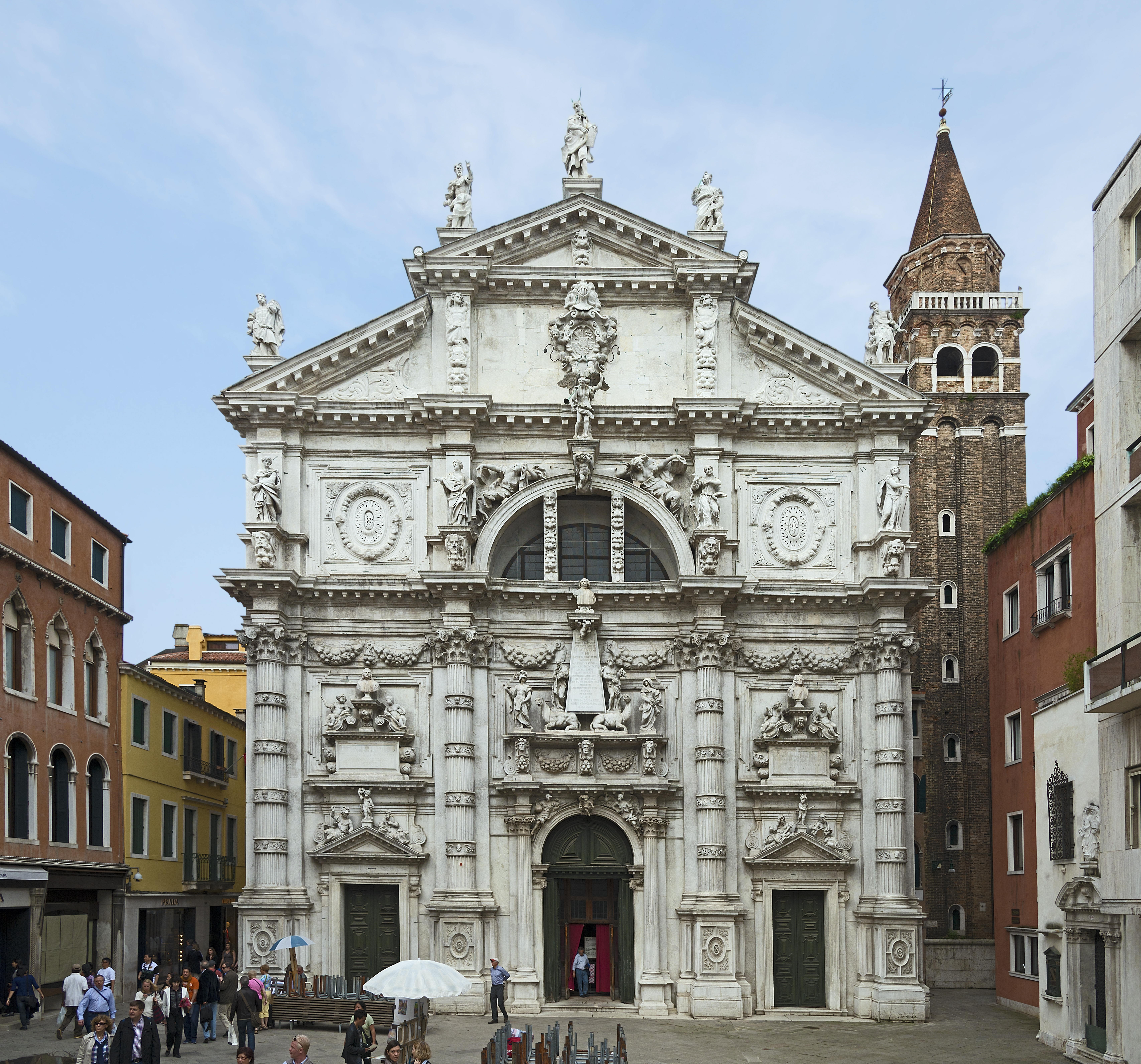
Façade de l'église San Moisè (1668).
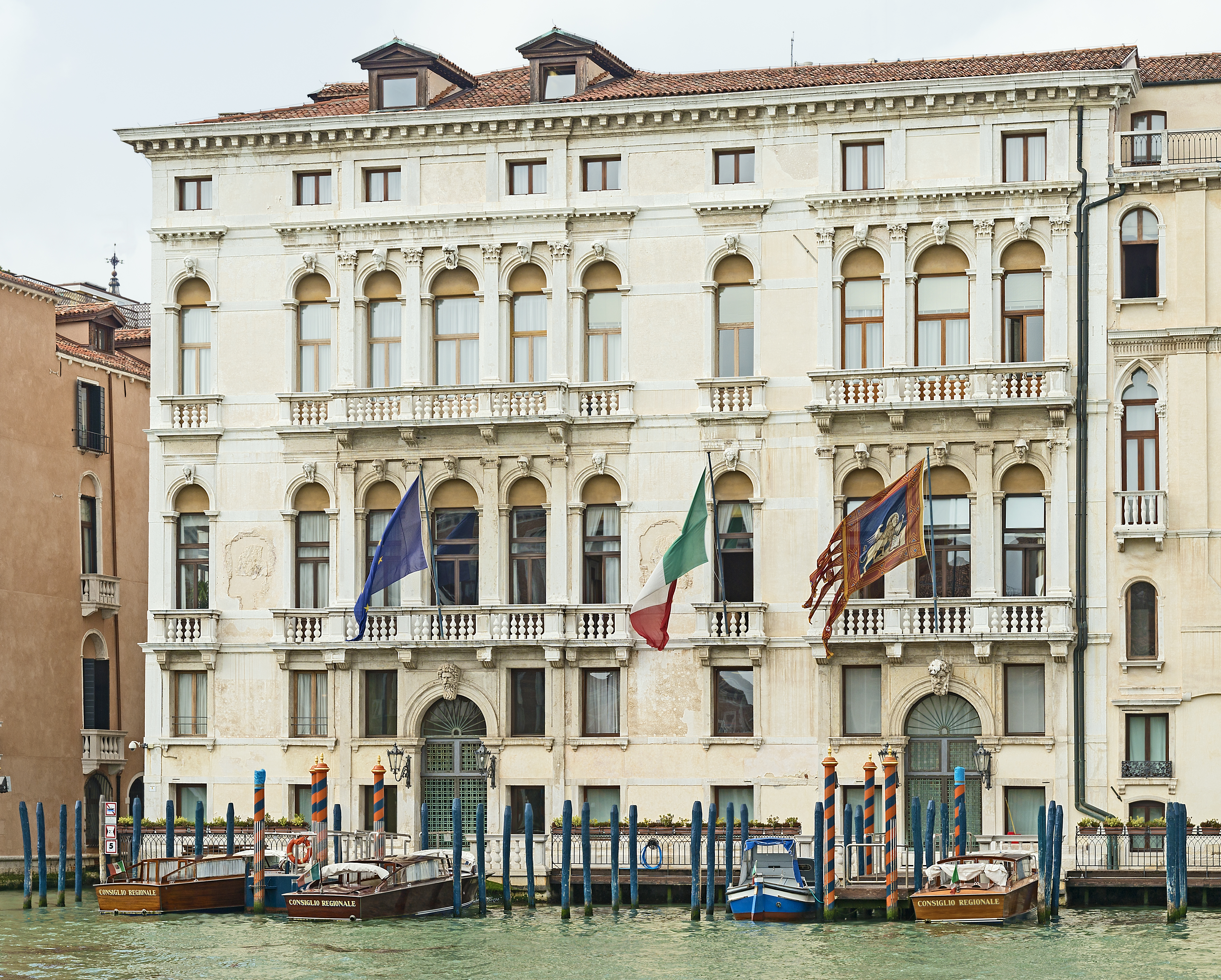
Le palais Ferro Fini (1688).
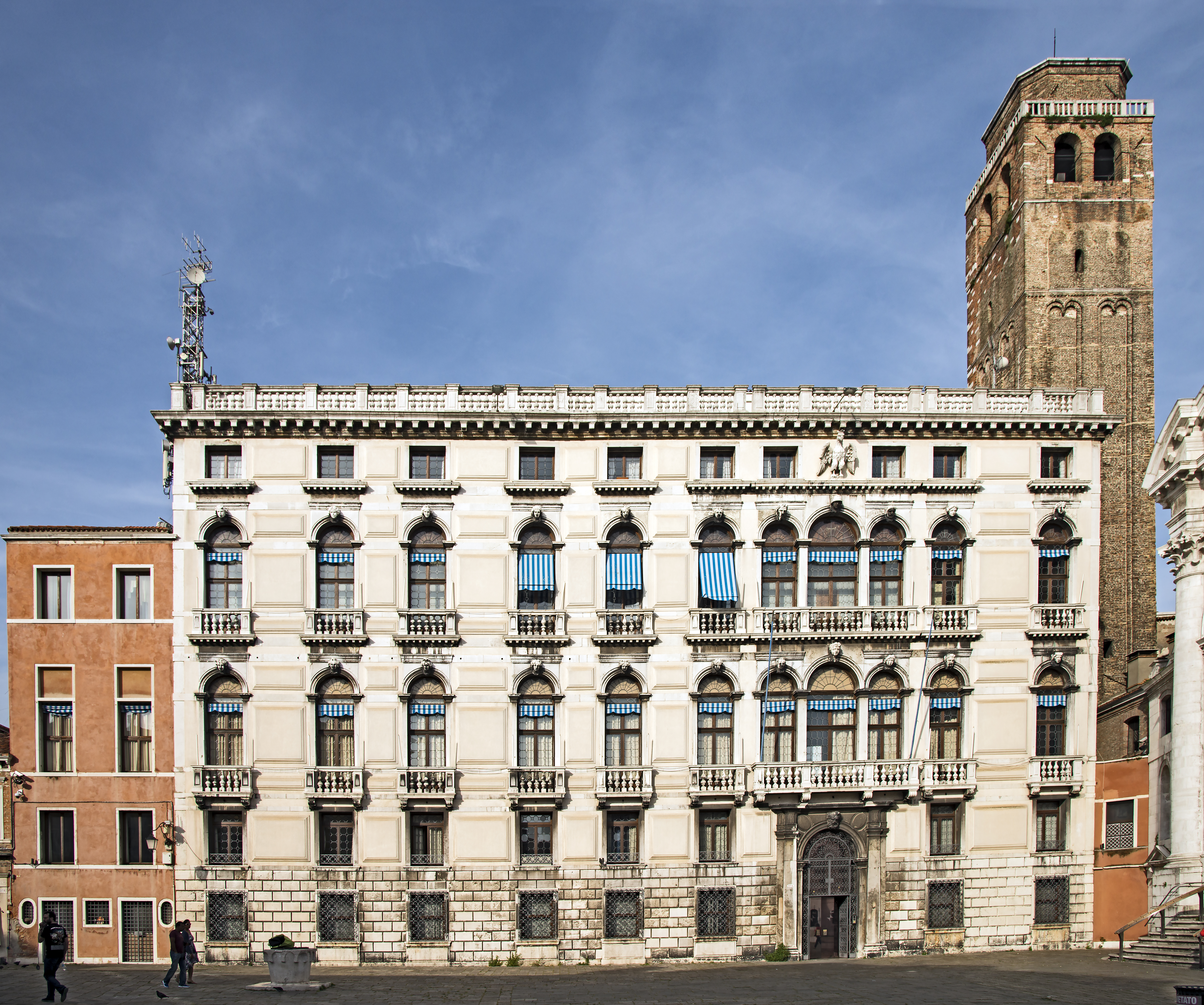
Le palais Labia (1700).
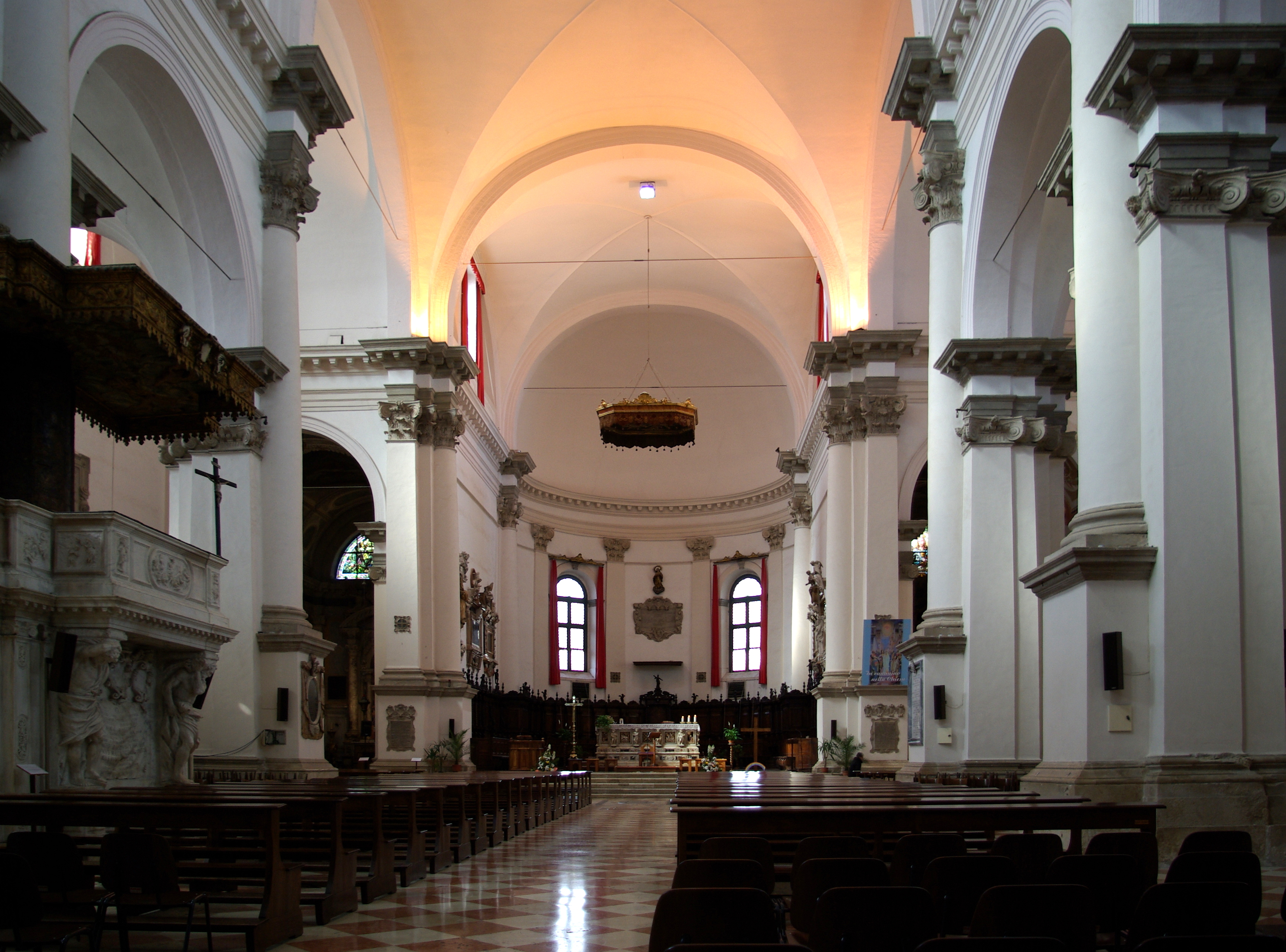
L'autel de la Cathédrale Santa Maria Assunta (Chioggia).
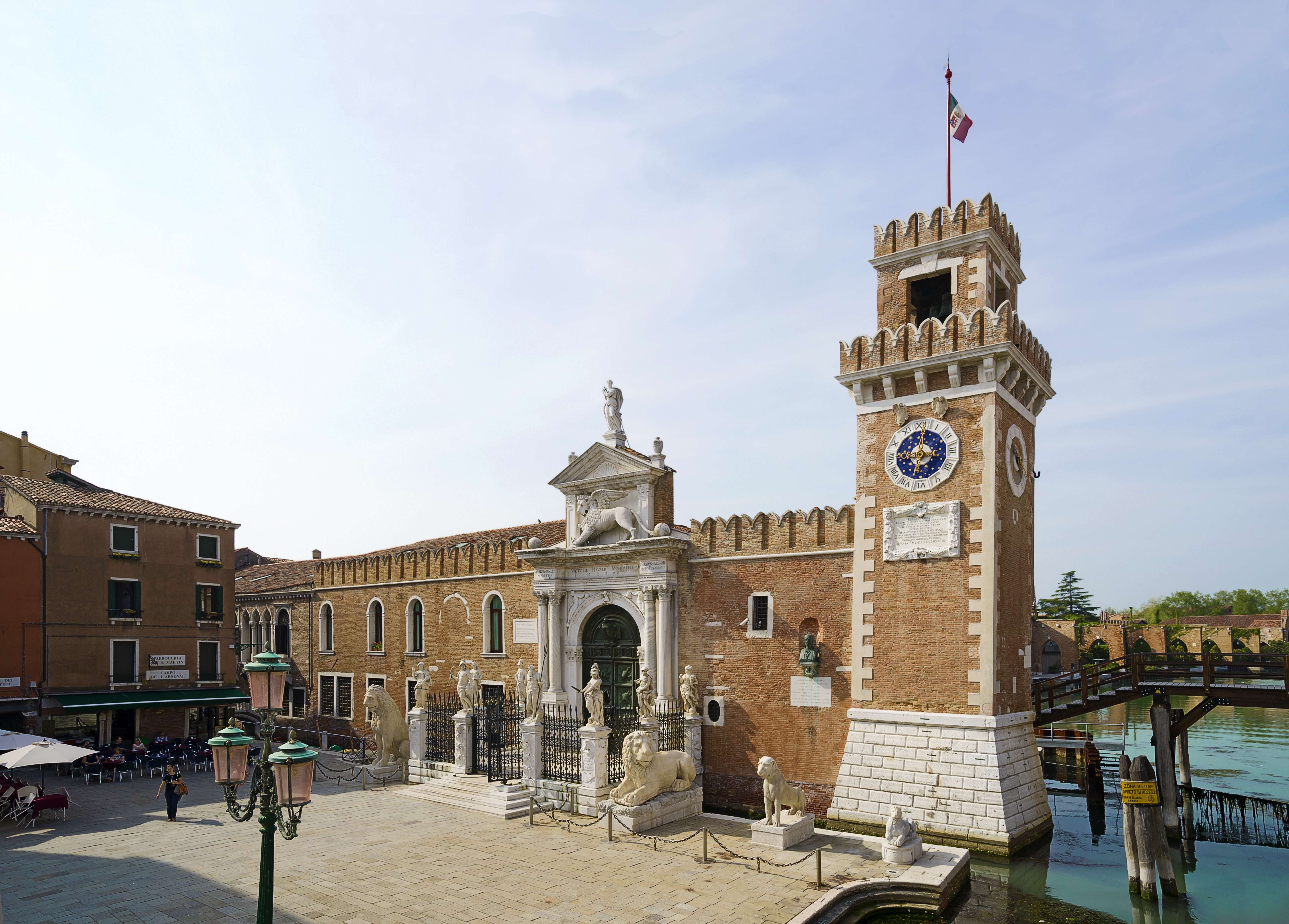
La porta magna de l'arsenal de Venise.